# Vinylierung
Die Vinylierung oder auch Reppe-Vinylierung ist ein bedeutendes Verfahren aus dem Bereich der technischen-organischen Chemie. Die Reaktion und ihre technische Umsetzung wurde in den 1930er Jahren von Walter Reppe (1892–1969) und seinen Mitarbeitern in den Hauptlaboratorien der Badischen Anilin- und Soda-Fabrik (heute BASF SE) in Ludwigshafen am Rhein entwickelt. Zusammen mit der Ethinylierung, der Cyclisierung und der Hydrocarboxylierung bildet sie die  bekannte Reppe-Chemie. Das Verfahren erlangte im Rahmen der Hochdrucksynthese des Acetylens und im Zuge der modernen Verfahrenstechnik große industrielle Bedeutung.
Bei der Vinylierung wird allgemein eine Vinyl-Gruppe (Ethenyl-Gruppe, H2C=CH–R) in eine organisch-chemische Verbindung eingeführt. Dabei entstehen zahlreiche Produkte wie Vinylether, Vinylsulfide, Vinylester und Vinylamine.

## Geschichtliche Entwicklung
Die ersten Reaktionen, die als Vinylierungen aufgefasst werden können, wurden bereits im späten 19. Jahrhundert entdeckt. Der russische Chemiker Alexei Jewgrafowitsch Faworski bemerkte im Jahre 1891 bei Untersuchungen zur Isomerisierungen von ungesättigten Kohlenwasserstoffen durch Alkoholate die Bildung von Alkoxyalkenen. Weniger Jahre später berichteten auch J. V. Nef und C. Moureu die Darstellung verschiedener β-Alkoxystyrole aus Phenylacetylen und Alkoholaten in alkoholischer Lösung. In den Folgejahren wurde immer mehr Reaktionen von Acetylen mit zahlreichen Verbindungen wie Wasser, Phenolen, Alkoholen, Malonsäureester, Mercaptane, Amine oder auch Essigsäure durchgeführt, wobei verschiedenste vinylierte Produkte erhalten wurden.
Erst in den 1930er Jahren beschäftigten sich Walter Reppe und seine Mitarbeiter bei der BASF in Ludwigshafen am Rhein bewusst mit der Vinylierungsreaktion. Zu dieser Zeit wurde auch das Acetylen als wertvoller Chemierohstoff entdeckt. Aus sicherheitstechnischen Gründen war es zu dieser Zeit strengstens untersagt, das hochentzündliche und explosive Acetylen bei hohem Druck zu verarbeiten. Chemiker und Ingenieure arbeiteten deshalb mit Acetylen nur bei geringen Überdruck von maximal 1,5 bar. Durch intensive Forschung und Entwicklung fand Reppe jedoch heraus, dass sich unter speziellen Bedingungen, Acetylen bei erhöhtem Druck von bis zu 25 bar sicher handhaben ließ. Mit dieser Erkenntnis war der Grundstein für die industrielle Weiterverarbeitung von Acetylen zu zahlreichen organischen Folgeprodukten gelegt, woraus ein sehr reichhaltige Acetylenchemie entstand, die bis heute von großer Bedeutung ist. Neben der Vinylierung erforscht Walter Reppe auch die Ethinylierung, die Cyclisierung und die Hydrocarboxylierung, die zusammengefasst als Reppe-Chemie bezeichnet werden. Er gilt bis heute als Begründer der modernen Acetylenchemie.

## Übersichtsreaktion
Bei der Vinylierung werden Alkohole, Thiole, Amine, Phenole und Carbonsäuren in Gegenwart von basischen Katalysatoren (z. B. Kaliumhydroxid, KOH oder Kaliumalkoholate, KOR') mit Acetylen in einer nukleophilen Addition umgesetzt.
Werden Alkohole (X = O) eingesetzt, entstehen daraus Vinylether (Enolether), aus Thiolen (X = S) werden Vinylsulfide und aus Aminen (X = N) werden Vinylamine (Enamine) gebildet. Aus Carbonsäuren entstehen durch Vinylierung zahlreiche Vinylester.

## Vorgeschlagener Mechanismus
Der genaue Mechanismus der Vinylierung war lange Zeit Gegenstand kinetischer Untersuchungen. Dabei wurden zahlreiche Hypothesen und Vorschläge aufgestellt, die jedoch größtenteils alle anhand experimentell erhaltene Daten wieder verworfen wurden. Der Mechanismus, der bis heute als korrekt angesehen wird, soll im Folgenden anhand der Vinylierung von Alkoholen illustriert und beschrieben werden.
Die Vinylierung findet im stark basischen Milieu statt. Meist verwendet man festes Kaliumhydroxid, Kalilauge oder die Kaliumalkoholate der entsprechenden Alkohole als basische Katalysatoren. Für gewöhnlich werden diese vor der Reaktion separat hergestellt. Als ersten Reaktionsschritt beobachtet man die Deprotonierung des Alkohols an der aciden Hydroxygruppe zum entsprechenden Alkoholat, welches als sehr gutes Nucleophil das Acetylen-Molekül angreift. Über eine nukleophile Addition wird dabei ein Carbanion als reaktive Zwischenstufe erhalten. Dieses wird durch das im ersten Schritt abgespaltene Wasser (falls KOH verwendet wurde) bzw. Alkoholmolekül (falls KOR' verwendet wurde) protoniert, wobei der Katalysator zurückgebildet wird und ein Vinylether, eine Untergruppe der Enolether, entsteht.
Neben Alkoholen können auch Amine, Thiole, Carbonsäuren und Phenole vinyliert werden, da diese alle acide Protonen an der jeweiligen funktionellen Gruppe besitzen.

## Anwendungsbeispiele
Besondere technische Bedeutung hat die Vinylierung zur Herstellung von Vinylethern aus Alkoholen. Diese werden in vielfältiger Weise als Monomere für zahlreiche Polymere, Copolymeren, Lacken, Beschichtungsmitteln und UV-Härtern. Wichtige Vertreter hierbei sind N-Vinyl-2-pyrrolidon, N-Vinylcaprolactam, 1-Vinylimidazol sowie zahlreiche vinylierte niedere aliphatische Alkohole.